# Às Margens do Teu Rio
Às Margens do Teu Rio é o terceiro álbum de estúdio do cantor brasileiro Davi Sacer, lançado em julho de 2012 pela gravadora Art Gospel e com produção musical do tecladista Kleyton Martins.
Caracterizado por ser o último trabalho lançado por Sacer pela Art Gospel, o álbum manteve as características do trabalho solo anterior de Sacer, Confio em Ti (2010), com composições autorais de Davi e músicas de outros letristas como Luiz Arcanjo, Anderson Freire e Davi Fernandes. A obra dividiu opiniões da crítica: enquanto alguns analistas elogiaram a sonoridade e o repertório, outros chegaram a destacar uma possível repetição na abordagem de provisão divina das composições.
Após lançar o álbum, Sacer divulgou canções da obra em apresentações ao vivo e, em 2013, viajou para os Estados Unidos para gravar outro álbum, o qual se tornaria Venha o Teu Reino. Ao longo da carreira, Davi Sacer nunca regravou nenhuma canção de Às Margens do Teu Rio, tampouco promoveu videoclipes de canções do projeto.

## Antecedentes

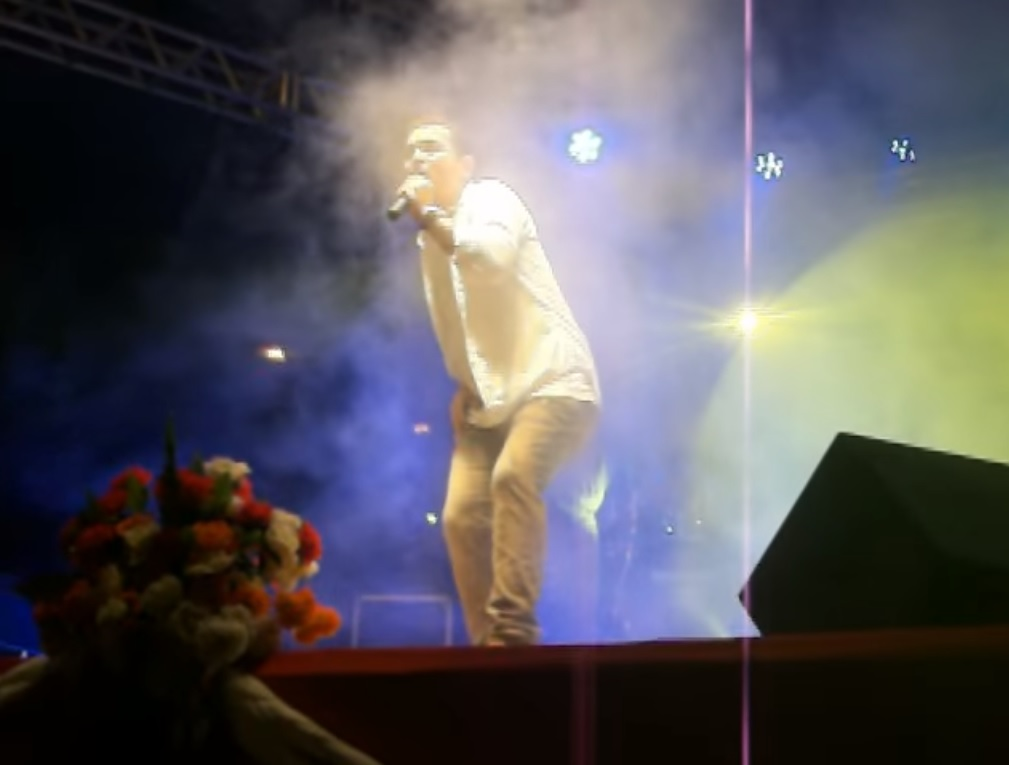
Davi Sacer durante show em Itapetinga (BA) em 2011.

Em 2011, Davi Sacer assinou com a gravadora Som Livre para a produção do álbum ao vivo No Caminho do Milagre, lançado em agosto daquele ano. No final do mesmo ano, o cantor participou do álbum Ao Deus das Causas Impossíveis, do Apascentar de Louvor, como vocalista e compositor de várias faixas. A obra foi lançada em dezembro de 2011 pelo selo Apascentar Music.
Por conta dos dois projetos lançados no ano anterior, quando Davi Sacer afirmou publicamente que lançaria outro disco, desta vez em 2012, pela gravadora Art Gospel, o intérprete teve que esclarecer o público, que começou a especular uma quebra de contrato com a gravadora Som Livre.
Na época, Sacer disse em entrevista ao Super Gospel:
Quase todo contrato de um artista com uma gravadora é de três anos e de três produtos. Com a Art Gospel o contrato teve esse formato, e até 2010 havia gravado dois CDs, faltando apenas um. Antes de finalizar o contrato, surgiu interesse da Som Livre em gravar CD e DVD com os maiores sucessos do meu Ministério. Então, em comum acordo entre mim e as gravadoras, houve uma interrupção no contrato com a Art Gospel para que fosse gravado este projeto com a Som Livre, o que é um procedimento comum no mercado fonográfico. Para finalizar uma parceria muito positiva com a Art Gospel, estou em processo de gravação do próximo CD, que será o último deste contrato, a ser lançado ainda no primeiro semestre de 2012.
Originalmente o álbum estava previsto para maio de 2012, mas só foi lançado dois meses depois.

## Projeto gráfico
O projeto gráfico do disco foi produzido pela Quartel Design em formato digipack.

## Lançamento e recepção
| Críticas profissionais | Críticas profissionais |
| Avaliações da crítica  | Avaliações da crítica  |
| Fonte                  | Avaliação              |
| ---------------------- | ---------------------- |
| O Propagador           | [ 4 ]                  |
| Super Gospel           | (favorável)            |

Às Margens do Teu Rio foi lançado em julho de 2012 pela gravadora brasileira Art Gospel.
A obra recebeu avaliações mistas. Jhonata Cardoso, para o Super Gospel, fez elogios ao trabalho, afirmando que a obra "foi uma completa mudança, se comparado ao que estávamos acostumados a ouvir nas produções de Davi". O crítico também afirmou que o projeto gráfico era diferente, pois "as anteriores carregavam muitas cores, e essa capa carrega tons de branco a preto". Por outro lado, o guia discográfico do O Propagador classificou o projeto com uma cotação de 2 de 5 estrelas, com a análise geral de que é "tão confortável quanto Confio em Ti, mas sem o charme que o conteve. Tecnicamente é agradável, com uma sonoridade límpida, mas as composições nunca foram tão fracas e repetitivas".
O álbum foi lançado digitalmente em 20 de janeiro de 2014.

## Faixas
| N.º            | Título                    | Compositor(es)                       | Duração |  |
| 1.             | "Decreto de Vitória"      | Adriano Barreto Denner de Souza      | 04:00   |  |
| 2.             | "Ninguém pode Apagar"     | Davi Fernandes Sacer Jill Viegas     | 04:40   |  |
| 3.             | "Decido Crer"             | Sacer Luiz Moreira Scooby            | 05:20   |  |
| 4.             | "Às Margens do Teu Rio"   | Anderson Freire                      | 04:36   |  |
| 5.             | "Palavra Final"           | Fernandes Renato César               | 04:20   |  |
| 6.             | "Enquanto eu Louvo"       | Kelson Sacer                         | 05:21   |  |
| 7.             | "Essa Noite que Passou"   | Luiz Arcanjo Sacer                   | 04:23   |  |
| 8.             | "Fiel Até o Fim"          | Fernandes Diego Viana Moreira Sacer  | 06:00   |  |
| 9.             | "Superar Limites"         | Viana Sacer                          | 04:48   |  |
| 10.            | "Quando a Igreja Louva"   | Rodiney Santos                       | 03:45   |  |
| 11.            | "Confiarei"               | Scooby Moreira Sacer                 | 04:44   |  |
| 12.            | "Para Onde Ir"            | Anderson Freire                      | 04:37   |  |
| 13.            | "Pra Viver a Restituição" | Sacer Denise Bittencourt Felipe Cruz | 05:10   |  |
| 14.            | "Totalmente Livre"        | Moreira Sacer                        | 04:12   |  |
| 15.            | "Razão de Tudo"           | Fernandes Sacer César                | 04:49   |  |
| Duração total: | Duração total:            | Duração total:                       | 70:54   |  |

## Ficha técnica
- Davi Sacer - vocais
- Verônica Sacer - vocais
- Kleyton Martins - piano, teclado, arranjos, loops e programações
- Rogério dy Castro - baixo
- Sérgio Knust - guitarra
- Duda Andrade - guitarra
- Henrique Garcia - violão
- Williams Mello - bateria
- Daniel Carvalho (Scooby) - vocal de apoio
- Rafael Novarine - vocal de apoio
- Dennis Larbac - vocal de apoio
- Samuel Messias - vocal de apoio
- Vânia Lima - vocal de apoio
- Law Diaz - vocal de apoio
- Danilo Sinna - saxofone e arranjos de metais
- Altair Martins - trompete
- Gilmar Ferreira - trombone
- Ronaldo de Oliveira - arranjos de cordas
- Aramis Rocha - cordas
- Daniel Pires - cordas
- Deni Rocha - cordas
- Guilherme Sotero - cordas
- Silas Simões - cordas
- Robson Rocha - cordas
- Edinho Cruz - técnico de gravação, mixagem
- Davidsson Baketa - técnico de gravação
- Luciano Vassão - masterização